# Флауэрс, Стивен
Стивен Эдред Флауэрс, более известный как Стивен Э. Флауэрс или под псевдонимом Эдред Торссон, — американский рунолог, преподаватель в университете и сторонник оккультизма, особенно нео-германского язычества и одинизма. Он помог основать германское неоязыческое движение в Северной Америке, а также принимал активное участие в оккультных организациях левого пути. Флауэрс работал над продвижением европейских новых правых.

## Оккультная карьера

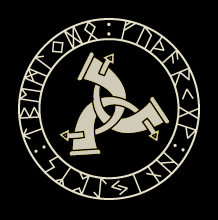
Логотип Rune-Guld с древним рунических алфавитов и трискелионом.

Флауэрс основал или был связан с издательскими компаниями Rûna-Raven Press (ок. 1993–2015), Lodestar Books (ок. 2011–2019) и Arcana Europa Media(ок. 2020 — настоящее время). Как Торссон, он публиковался в Arktos.
Весной 1995 года из-за внутренних противоречий Флауэрс отказался от участия в «Кольце верности». В августе 1995 года они с Доун отправились в Исландию и Англию, чтобы укрепить работу Rune-Gild. В апреле 1996 года Флауэрс ушёл с поста Великого магистра Ордена Трапеции, чтобы уделять больше внимания делам Рун-Гилд.
В статье 2011 года в The Pomegranate Флауэрс был назван издателем Алена де Бенуа, «который открыто заявлял о важности продвижения новых правых среди язычников в Соединённых Штатах». В книге Дэймона Т. Берри «Кровь и вера» 2017 года говорится, что Флауэрс был «глубоко вовлечён» в североамериканские новые правые. В статье, опубликованной в Spiral Nature в 2019 году, упоминаются его связи с Red Ice TV.